# Ligne 6 du tramway de Berne
 (novembre 2021).
Si vous disposez d'ouvrages ou d'articles de référence ou si vous connaissez des sites web de qualité traitant du thème abordé ici, merci de compléter l'article en donnant les références utiles à sa vérifiabilité et en les liant à la section « Notes et références ».
La ligne 6 du tramway de Berne est l'une des cinq lignes de la capitale suisse. Cette ligne, en partie suburbaine, relie la commune de Worb au sud-est de l'agglomeration à Fischermätteli au sud-ouest de la ville.

## Chronologie
- 1er octobre 1890 : ouverture de la partie Bern Bahnhof - Zytglogge dans le cadre de l'ouverture de la ligne I Bremgarten - Bärengraben.
- 1894 : ouverture de la partie Bern Bahnhof - Kocherpark dans le cadre de l'ouverture de la ligne II Länggasse - Wabern.
- 21 octobre 1898 : ouverture de la partie Burgernziel - Worb Dorf par la compagnie Bern-Muri-Gümligen-Worb-Bahn (BMGWB).
- 1er juillet 1901 : connexion entre la partie urbaine et suburbaine avec la mise en service de la section Zytglogge - Burgernziel avec la mise en service de la ligne III Breitenrainplatz - Burgenziel.
- 1er juillet 1907 : la compagnie Bern-Muri-Gümligen-Worb-Bahn (BMGWB) est renommée Bern-Worb-Bahn (BWB).
- 21 juillet 1910 : électrification de la ligne.
- 18 novembre 1923 : ouverture de la partie Kocherpark au terminus Fischermätteli avec la ligne 9/10.
- 1er janvier 1927 : fusion de la compagnie Bern-Worb-Bahn (BWB) et de Worblentalbahn pour devenir Vereinigten Bern-Worb-Bahnen (VBW).
- 1930 : la ligne 9/10 est limité à Bern Bahnhof.
- 1er septembre 1947 : la ligne 9/10 est renuméroté ligne 11.
- 1958 : la ligne 11 est prolongée jusqu'à Ostring et devient la ligne 5.
- 1er janvier 1984 : fusion de Solothurn-Zollikofen-Bern-Bahn et Vereinigten Bern-Worb-Bahnen (VBW) qui devient Regionalverkehr Bern-Solothurn (RBS).
- 30 novembre 2010 : la concession de la RBS est transféré à Bernmobil.
- 12 décembre 2010 : fusion de la ligne 5 et G qui deviennent la ligne 6 actuel.

## Liste des stations
|  |   |  | Station                | Lat/Long                    | Commune       | Correspondances                                                                                   |
|  | - |  | ---------------------- | --------------------------- | ------------- | ------------------------------------------------------------------------------------------------- |
|  | O |  | Worb Dorf              | 46° 55′ 48″ N, 7° 33′ 45″ E | Worb          | RBS                                                                                               |
|  | o |  | Langenloh              | 46° 55′ 39″ N, 7° 32′ 37″ E | Worb          |                                                                                                   |
|  | o |  | Rüfenacht              | 46° 55′ 48″ N, 7° 31′ 50″ E | Worb          |                                                                                                   |
|  | o |  | Scheyenholz            | 46° 55′ 51″ N, 7° 31′ 34″ E | Worb          |                                                                                                   |
|  | o |  | Siloah                 | 46° 55′ 58″ N, 7° 30′ 59″ E | Muri bei Bern |                                                                                                   |
|  | o |  | Hofgut                 | 46° 55′ 58″ N, 7° 30′ 39″ E | Muri bei Bern |                                                                                                   |
|  | o |  | Gümligen Bahnhof       | 46° 56′ 04″ N, 7° 30′ 21″ E | Muri bei Bern | 40, 44, Gare de Gümligen                                                                          |
|  | o |  | Melchenbühl            | 46° 56′ 06″ N, 7° 29′ 53″ E | Muri bei Bern | 44                                                                                                |
|  | o |  | Seidenberg             | 46° 55′ 58″ N, 7° 29′ 32″ E | Muri bei Bern |                                                                                                   |
|  | o |  | Muri                   | 46° 55′ 54″ N, 7° 29′ 08″ E | Muri bei Bern | 40                                                                                                |
|  | o |  | Egghölzli              | 46° 56′ 13″ N, 7° 28′ 34″ E | Berne         | 8, 40                                                                                             |
|  | o |  | Brunnadernstrasse      | 46° 56′ 28″ N, 7° 27′ 49″ E | Berne         | 7, 8, 19, 28                                                                                      |
|  | o |  | Helvetiaplatz          | 46° 56′ 37″ N, 7° 26′ 59″ E | Berne         | 7, 8, 19                                                                                          |
|  | o |  | Zytglogge              | 46° 56′ 53″ N, 7° 26′ 51″ E | Berne         | 7, 8, 9, 10, 12, 19, 30                                                                           |
|  | o |  | Bärenplatz             | 46° 56′ 53″ N, 7° 26′ 35″ E | Berne         | 7, 8, 9, 12, 30                                                                                   |
|  | o |  | Bern Bahnhof           | 46° 56′ 51″ N, 7° 26′ 25″ E | Berne         | 3, 7, 8, 9, 10, 11, 12, 17, 19, 20, 21, 30, 100, 101, 102, 103, 104, 105, 106, 107, Gare de Berne |
|  | o |  | Hirschengraben         | 46° 56′ 48″ N, 7° 26′ 16″ E | Berne         | 3, 7, 8, 9, 10, 11, 17, 19, 30                                                                    |
|  | o |  | Kocherpark             | 46° 56′ 45″ N, 7° 26′ 03″ E | Berne         | 3, 7, 8, 17                                                                                       |
|  | o |  | Kaufmännischer/Verband | 46° 56′ 44″ N, 7° 25′ 38″ E | Berne         | 7, 8, 17                                                                                          |
|  | o |  | Brunnhof               | 46° 56′ 41″ N, 7° 25′ 38″ E | Berne         | 17                                                                                                |
|  | o |  | Cäcilienstrasse        | 46° 56′ 30″ N, 7° 25′ 32″ E | Berne         |                                                                                                   |
|  | o |  | Pestalozzi             | 46° 56′ 25″ N, 7° 25′ 25″ E | Berne         |                                                                                                   |
|  | o |  | Munzinger              | 46° 56′ 25″ N, 7° 25′ 19″ E | Berne         |                                                                                                   |
|  | O |  | Fischermätteli         | 46° 56′ 26″ N, 7° 25′ 08″ E | Berne         | 17                                                                                                |

## Galerie de photographies

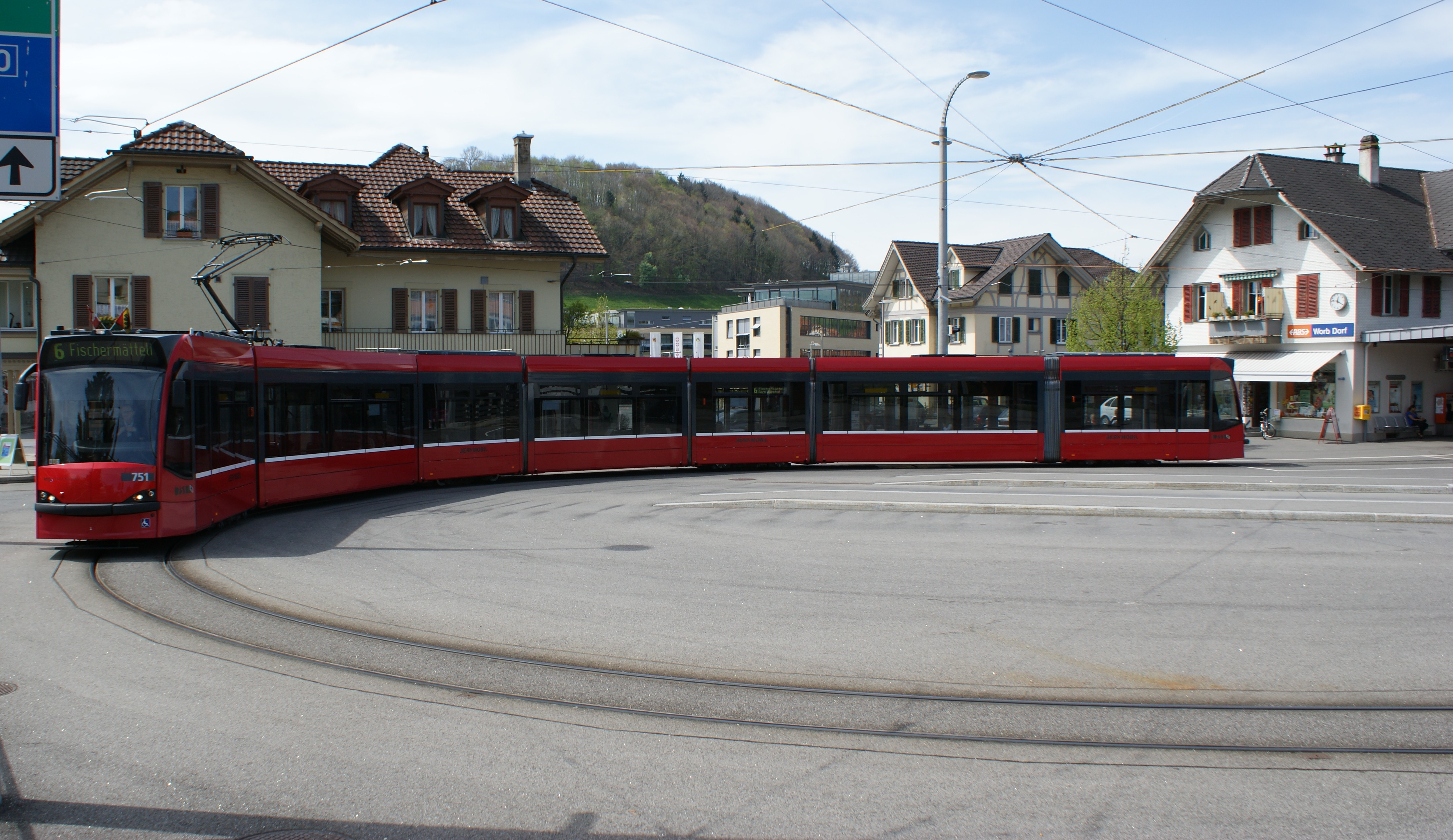
Rame 751 (Be 6/8) à Worb Dorf.
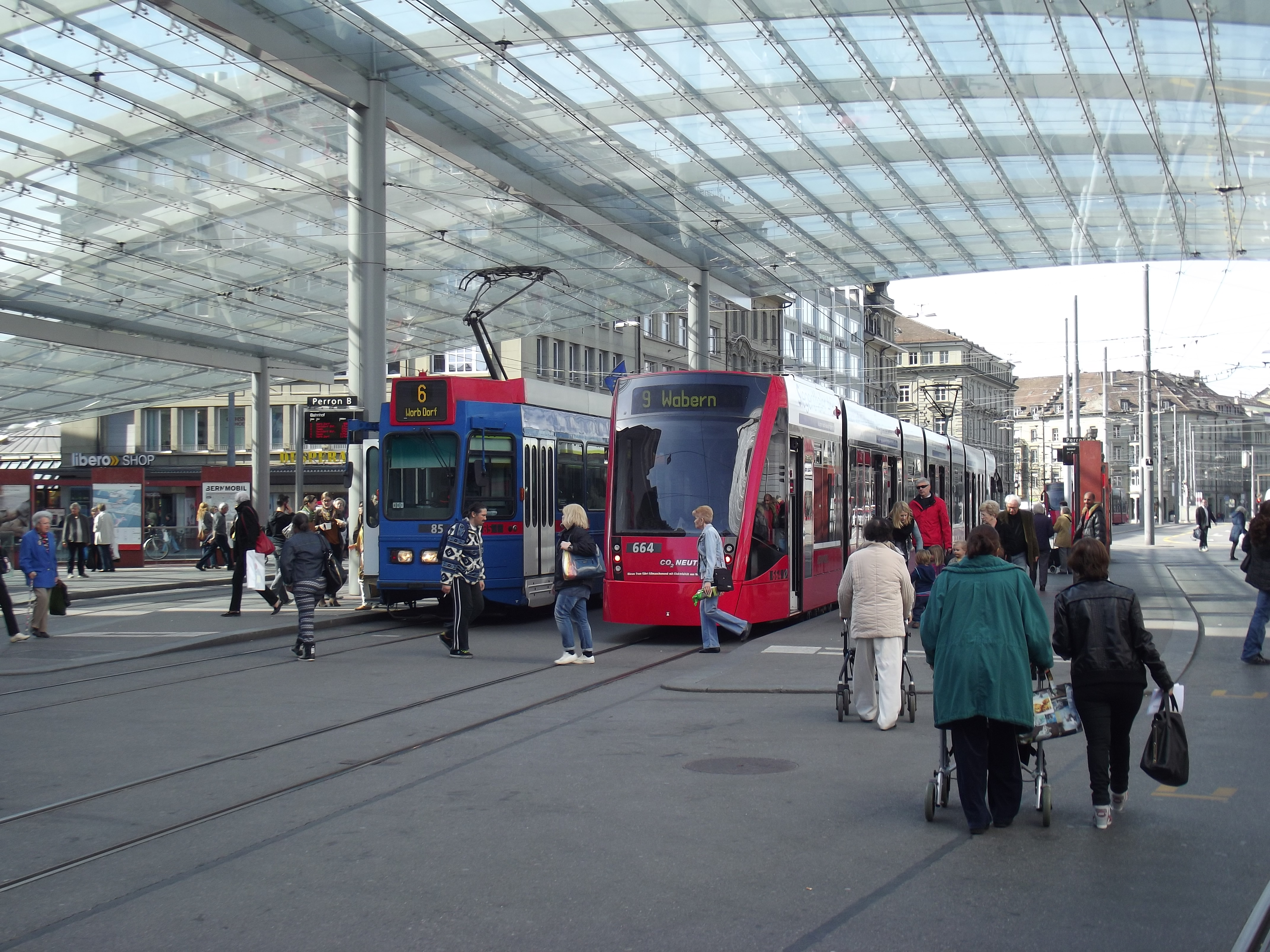
Croisement de la rame 85 (Be 4/10) et 664 (Be 6/8) à Bern Bahnhof.
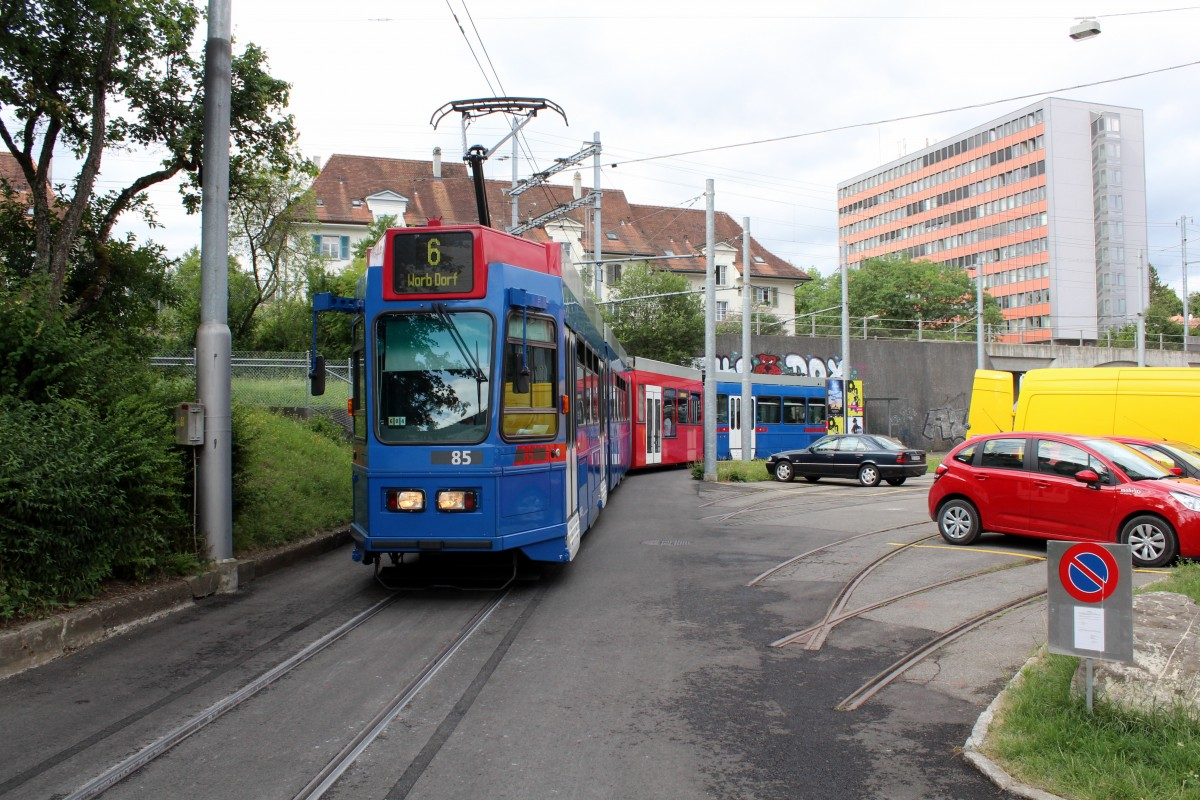
Rame 82 (Be 4/10) à Fischermätteli.